# Aaron Yan
Aaron Yan (chiń. upr. 炎亚纶; chiń. trad. 炎亞綸, ur. 20 listopada 1985 w Tajpej, na Tajwanie) – tajwański aktor i piosenkarz. W przeszłości członek boys bandu Fahrenheit.

## Życiorys

### 1985–2005: Początki życia i kariery
Yan urodził się jako Wu Keng-lin 20 listopada 1985 roku. Kiedy był bardzo młody, wraz z rodziną przeprowadził się do Connecticut w Stanach Zjednoczonych, gdzie mieszkał przez pięć lat, a następnie wrócił do Tajwanu. W 2004 Yan opublikował kilka swoich zdjęć na publicznym blogu i został zauważony przez tajwańską firmę Comic Productions. W sierpniu 2004 roku zadebiutował aktorsko w tajwańskim dramace „I Love My Wife”. W 2005 roku, po podpisaniu kontraktów z Comic Productions i HIM International Music, Yan wystąpił w tajwańskich seriach „It started with a Kiss” i „KO One”.

### 2005–2011: Fahrenheit
W grudniu 2005 roku Yan założył zespół muzyczny Fahrenheit z trzema innymi tajwańskimi artystami: Wu Chun, Jiro Wang i Calvin Chen. We wrześniu 2006 roku Fahrenheit wydali swój debiutancki album studyjny Fahrenheit, i wygrali nagrodę Hito Music Award dla najlepszego boysbandu.

### 2011–obecnie: kariera solowa
W marcu 2011 roku Yan wydał swój debiutancki rozszerzony album The Next Me. Album przez 5 tygodni znajdował się na pierwszym miejscu listy G-Music.
W maju 2012 roku Yan zagrał w tajwańskim musicalu „Alice in Wonder City”. W październiku 2012 roku Aaron wydaje swój debiutancki album studyjny The Moment.
W czerwcu 2013 roku Yan zagrał w tajwańskim dramacie romantycznym ,,Just You”.
W lutym 2014 roku Yan zagrał w tajwańskim dramacie romansowym „Fall in love with Me”. Yan zdobył nagrodę Asia Star Award w konkursie Seoul International Drama Awards. W maju 2014 roku wydał swój drugi rozszerzony album Drama. W czerwcu 2014 roku wydał swój trzeci rozszerzony album pod tytułem Cut.
W marcu 2015 roku Yan zadebiutował w Japonii singlem „Moisturizing”. Album zadebiutował w pierwszej dziesiątce na liście Oricon Singles Chart. We wrześniu 2015 wydał swój drugi japoński singiel „Gelato”.
W marcu 2016 roku Yan zagrał w tajwańskim romansie, Refresh Man. Dramat był ogromnym hitem zarówno w kraju, jak i całej Azji, zwiększając popularność Yana. W czerwcu 2016 roku Yan wydał swój trzeci japoński singiel „Monochrome Dandy”.
W 2018 roku Yan wydał drugi rozbudowany album Where I Belong.
5 października 2018 roku Aaron wydał album pt. „Dear Monster”.

## Życie osobiste

### Comming out
Yan wiedział, że jest gejem od wczesnej młodości. Jego orientacja seksualna była źródłem gorącego konfliktu w jego rodzinie. W mediach internetowych odnotowano, że po tym, jak jego rodzice dowiedzieli się o jego orientacji seksualnej, matka Aarona zaczęła bardzo kontrolować to, z kim się spotyka, z kolei jego ojciec próbował popełnić samobójstwo.
W listopadzie 2018 r. został przymusowo ujawniony opinii publicznej jako gej, powodem tego były jego rzekome randki z trzema mężczyznami jednocześnie. Zdjęcia i SMS-y dotyczące tego zdarzenia zostały ujawnione przez jednego chłopaka, który rzekomo odkrył, że nie jest jedynym partnerem Yana.
Yan opublikował osobiste oświadczenie przepraszające za zaistniałą sytuację, ale nie odnoszące się bezpośrednio do kwestii rzekomego umawiania się z trzema mężczyznami jednocześnie.
Menadżer Yana odrzucił zarzuty, twierdząc, że fryzury na zdjęciach były niespójne. Jeden z byłych przyjaciół Yana również zakwestionował zarzut, że spotykał się z trzema mężczyznami w tym samym czasie.

## Filmografia
| Rok  | Angielski tytuł                  | Chiński tytuł    | Rola                 |
| 2004 | I Love My Wife                   | 安室愛美惠       | Zheng Wangui         |
| 2005 | It Started with a Kiss           | 惡作劇之吻       | A Bu                 |
| 2005 | KO One                           | 終極一班         | Ding Xiaoyu          |
| 2007 | The X-Family                     | 終極一家         | Ding Xiaoyu, Jiu Wu  |
| 2007 | They Kiss Again                  | 惡作劇2吻        | A Bu                 |
| 2008 | Mysterious Incredible Terminator | 霹靂MIT          | Zhan Shide           |
| 2009 | K.O.3an Guo                      | 終極三國         | Ding Xiaoyu, Jiu Wu  |
| 2010 | Love Buffet                      | 愛似百匯         | Xin Yicheng          |
| 2010 | Gloomy Salad Days                | 死神少女         | Shen Qi, Gao Chao    |
| 2011 | Sunny Girl                       | 陽光天使         | Aaron                |
| 2012 | Alice in Wonder City             | 給愛麗絲的奇蹟   | He Tingyu            |
| 2013 | Just You                         | 就是要你愛上我   | Qi Yi, Xiao Yi       |
| 2014 | A Time of Love                   | 愛情来的時候     | Chen Datian          |
| 2014 | Fall in Love with Me             | 愛上兩個我       | Lu Tianxing, Xiao Lu |
| 2014 | Seven Friends                    | 七個朋友         | Aaron                |
| 2015 | Dear Mom                         | 我的寶貝四千金   | Shika                |
| 2016 | Refresh Man                      | 後菜鳥的燦爛時代 | Ji Wenkai            |
| 2018 | Memories of Love                 | 一路繁花相送     | Lin Leqing           |
| 2019 | Please Give Me a Pair of Wings   | 請賜我一雙翅膀   | Long Tianyu          |
| 2019 | Kiss, Love and Taste             | 親·愛的味道      | Lin Xuan             |

## Discography

### Albumy studyjne
| Rok  | Angielski tytuł | Chiński tytuł | Wytwórnia |
| ---- | --------------- | ------------- | --------- |
| 2012 | The Moment      | 纪念日        | HIM       |
| 2014 | Drama           |               | HIM       |
| 2014 | Cut             |               | HIM       |

### Wersje rozszerzone
| Rok  | Angielski tytuł | Chiński tytuł | Wytwórnia |
| ---- | --------------- | ------------- | --------- |
| 2011 | The Next Me     | 下一个炎亚纶  | HIM       |
| 2018 | Where I Belong  | 最想去的地方  | HIM       |
| 2018 | Dear Monster    | 亲爱的怪物    | HIM       |

### Single
| Rok  | Angielski tytuł            | Chiński tytuł | Wykorzystanie utowru               |
| ---- | -------------------------- | ------------- | ---------------------------------- |
| 2007 | "Willing to Not Love You"  | 愿意不爱你    | The X-Family OST                   |
| 2014 | "Taipei Dreamin'"          | 台北沉睡了    |                                    |
| 2015 | "Moisturizing"             | brak          |                                    |
| 2015 | "Gelato"                   | brak          |                                    |
| 2015 | "As Long as You are Happy" | 你幸福就好    | I Am Sorry, I Love You OST         |
| 2016 | "Monochrome Dandy"         | brak          |                                    |
| 2016 | "Monologue"                | 独活          | The Legend of Qin OST              |
| 2016 | "Wooden Puppet"            | 木头人        | Love or Spend OST                  |
| 2018 | "Everlasting Moment"       | 最久的瞬間    | Memories of Love OST               |
| 2019 | "I Want To Fly"            | 我要飞翔      | Please Give Me a Pair of Wings OST |
| 2019 | "Little Love Song"         | 小情歌儿      | Kiss, Love and Taste OST           |